# Memmert
Memmert (pronunciación en alemán: /ˈmɛmɐt/ⓘ) es una isla ubicada en el mar del Norte perteneciente al distrito de Aurich al norte del estado federal de Baja Sajonia (Alemania), la isla tiene una superficie de cerca de 6,20 km² - se ubica al sur de la gran isla de Juist y al este de Borkum en el Osterems. 

## Nombre
La denominación Memmert que aparece a veces en los mapas antiguos como «de Meem». Es una especulación que mencionan los habitantes de las islas cercanas decir que el nombre de la isla proviene del nombre del santo San Mamertus, otras leyendas populares mencionan que el nombre puede provenir de un barco que encalló en las orillas y que permaneció allí durante largo tiempo.

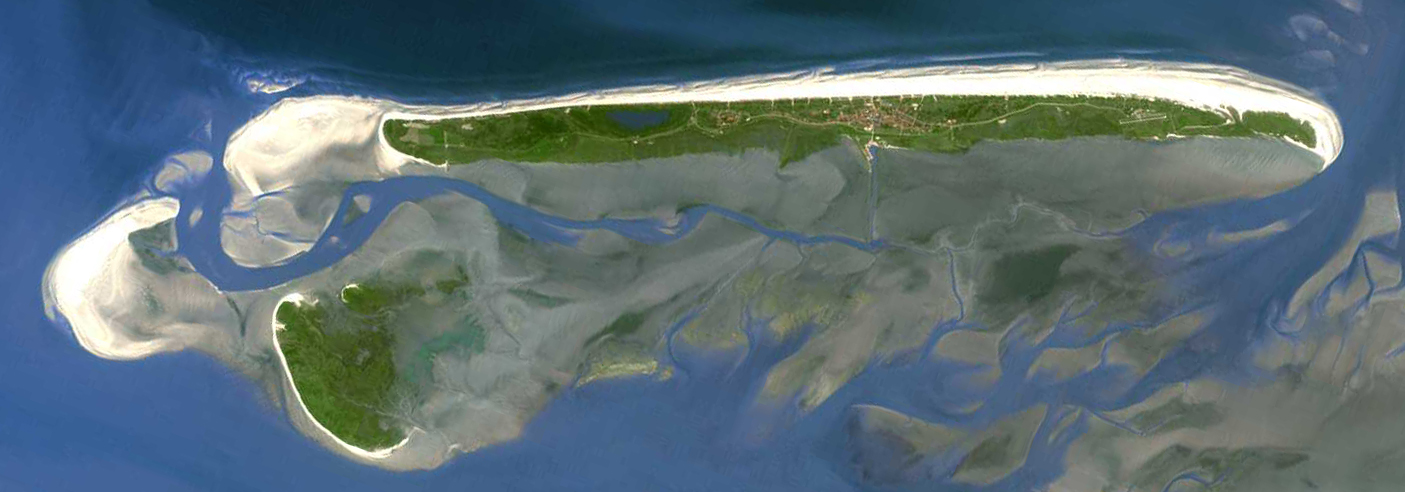
Isla Juist junto con la isla Memmert.
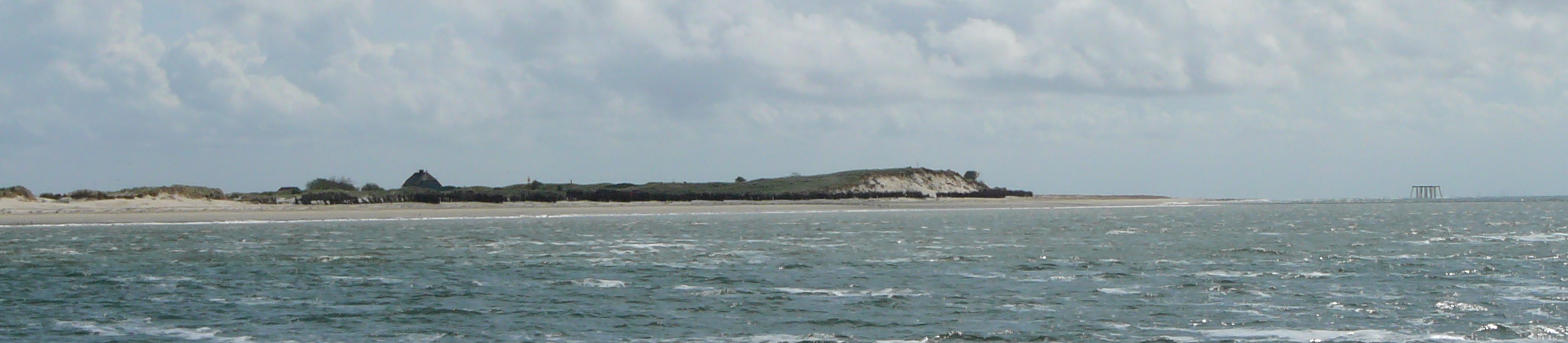
Vista a Memmert.

## Literatura
- Hans Nitzschke (Hrsg.): Otto Leege: der Vater des Memmert, Erforscher Ostfrieslands und seiner Inseln - Das Otto-Leege-Buch, Verlag Ostfriesische Landschaft, Aurich, 1971
- Michael Schulte: Insel-Liebe - Menschenlos glücklich: ein Porträt, 130 Seiten, Books on Demand, ISBN 3-8334-3244-6 El retrato se centra en un paisaje donde poder observar los pájaros
- Erskine Childers (1870-1922): Das Rätsel der Sandbank (The Riddle of the Sands), fiktiver Spionageroman, der die Aufdeckung der Invasionsvorbereitung auf die britische Insel durch das deutsche Kaiserreich im Jahr 1902 zum Inhalt hat. Schauplatz ist das ostfriesische Wattenmeer und auch Memmert als Trainingsinsel für die Invasion, im Roman Memmert Sand genannt. Der Roman wurde mehrfach verfilmt.